# 中国人民武装警察部队广东省总队医院
中国人民武装警察部队广东省总队医院，简称武警广东省总队医院，位于中华人民共和国广东省广州市天河區兴华街道燕嶺路268号，以医疗為主并兼具科研、教学和预防保健等功能，是广东省第一批公医、伤残鉴定、医保和新型农村合作医疗定点医院，等級為综合性三级甲等医院。

## 醫療信息

### 人員信息[2]
- 工作人员：1200余人
- 医技人员：800余人
- 高级职称：150余人
- 中级职称：250余人
- 医学博士、硕士：80余人

### 門診信息[2]
- 普通门诊
- 专科门诊
- 专家门诊

## 科室設置[5]
- 內科
  - 心血管、神经内科
  - 消化、呼吸、内分泌、肾脏科
  - 肿瘤内科
  - 老年病科
  - 重症监护科(ICU)
  - 神经内科
  - 儿科
  - 皮肤科
  - 心理科
- 外科
  - 普外科、肿瘤外科、小儿外科、微创外科
  - 骨科一病区
  - 泌尿外科
  - 烧伤科、整形科、手外科、周围血管科
  - 颅脑、脊椎外科
  - 骨科二病区
  - 心胸外科、器官移植科
  - 妇产科
  - 口腔科
  - 眼科治疗中心
  - 医学整形美容中心
  - 耳鼻咽喉专科中心
  - 麻醉科
  - 疼痛康复中心
- 醫藥醫技    
  - 检验科
  - 超声影像科
  - 药剂科
  - 血液净化中心
  - 病理科
  - 放射科

## 下屬機構[2][5]
- 武警部队急诊外科研究所
- 耳鼻咽喉专科技术研究所
- 计划生育优生优育技术中心
- 泌尿道结石防治中心
- 信息管理软件研究中心
- 天河区兴华街社区中心
- 体检中心

## 交通[6]
- 巴士：

| 武警医院   | 武警医院               | 武警医院 | 武警医院               | 武警医院              |
| 编号       | 路线                   | 路线     | 路线                   | 备注                  |
| ---------- | ---------------------- | -------- | ---------------------- | --------------------- |
| B11        | 岑村                   | ⇆        | 员村（美林花园）       |                       |
| B12        | 天源路（华南植物园）   | ⇆        | 车陂                   |                       |
| 30         | 龙洞（龙逸山庄）       | ⇆        | 东山广场               |                       |
| 39         | 天河公交场             | ⇆        | 龙洞（广东金融学院）   |                       |
| 46         | 罗冲围（松南路）       | ⇆        | 中科院化学所           |                       |
| 54         | 东华南路（江湾桥脚）   | ⇆        | 中科院化学所           |                       |
| 84         | 天平架                 | ⇆        | 渔沙坦（旺岗）         |                       |
| 84A        | 动物园                 | ⇆        | 渔沙坦（渔中路）       |                       |
| 89         | 天河客運站             | ⇆        | 大沙头                 |                       |
| 257        | 广州火车站（草暖公园） | ⇆        | 天河客運站             |                       |
| 297        | 黄沙                   | ⇆        | 樂意居花園             |                       |
| 503        | 杨桃公园（美林湖畔）   | ⇆        | 天河客運站             |                       |
| 884        | 天健创意园             | ↺        | 天河客運站             |                       |
| 高峰快线21 | 天河客運站             | ⇆        | 广州火车站（草暖公园） | 257路附属线路         |
| 高峰快线74 | 珠影（地铁客村站）     | ⇆        | 螺旋四路东             | 252路附属线路         |
| 高峰快线80 | 中科院化学所           | →        | 罗冲围                 | 46路附属线路，15分/班 |
| 夜10       | 龙洞（广东金融学院）   | ⇆        | 东山口                 | 39路附属线路          |
| 夜69       | 滘口客运站             | ⇆        | 天河客運站             | 236路附属线路         |
| 夜70       | 天河客運站             | ⇆        | 北山村（新滘东路）     | 252路附属线路         |
| 夜71       | 动物园                 | ⇆        | 渔沙坦（渔中路）       | 84路附属线路          |

- 地铁：广州地铁3号线、6号线燕塘站